# Choquinha-fluminense
Formigueirinho-carioca ou choquinha-fluminense (nome científico: Myrmotherula fluminensis) é uma espécie de ave pertencente à família dos tamnofilídeos, endêmica do  sudeste do Brasil. Mais especificamente no estado do Rio de Janeiro.

## Área de Ocorrência
O único registro conhecido é proveniente das proximidades do sopé da Serra dos Órgãos, em área altamente pressionada devido à construção do Complexo Petroquímico do Rio de Janeiro.

## População
Pesquisas falharam em detectar a espécie e caso ainda exista uma população, esta certamente será muito pequena, com menos de 50 indivíduos maduros.

## Estado de Conservação
O ICMBio categoriza a espécie Criticamente em Perigo (CR), Possivelmente Extinta (PEX), pelo critério D.